# Michal Kozák
Michal Kozák (* 27. Januar 1989 in der Tschechoslowakei) ist ein slowakischer Eishockeyspieler, der seit 2009 beim HK Dukla Michalovce in der slowakischen 1. Liga unter Vertrag steht.

## Karriere
Michal Kozák begann seine Karriere als Eishockeyspieler in der Jugend des HC Košice, für dessen Profimannschaft er in der Saison 2006/07 sein Debüt in der slowakischen Extraliga gab, wobei er in seinem Rookiejahr in vier Spielen punkt- und straflos blieb. In derselben Spielzeit absolvierte der Verteidiger vier Partien für den Zweitligisten HKm Humenne. Nachdem Kozák in der Saison 2007/08 mit der Slowakischen U20-Nationalmannschaft als HK Orange am Spielbetrieb der Extraliga teilgenommen hatte, kehrte der Linksschütze zum HC Košice zurück, mit dem er in der Saison 2008/09 erstmals Slowakischer Meister wurde, wobei er in 23 Spielen drei Vorlagen gab. 
Zur Saison 2009/10 wechselte Kozák zum Zweitligisten HK Dukla Michalovce.

### International
Für die Slowakei nahm Kozák an der U18-Junioren-Weltmeisterschaft 2007 sowie der U20-Junioren-Weltmeisterschaft 2008 teil.

## Erfolge und Auszeichnungen
- 2009 Slowakischer Meister mit dem HC Košice

## Extraliga-Statistik
(Stand: Ende der Saison 2010/11)